# RUM-139 VL-ASROC

Il RUM-139 VL-ASROC è un missile navale antisommergibile appartenente alla famiglia dell'ASROC, attualmente prodotto dalla società Lockheed Martin per la US Navy.
L'arma si compone di un razzo vettore che ingloba, come carico bellico utile, un siluro leggero.
Il razzo viene lanciato verticalmente tramite un VLS. In un punto precalcolato della traiettoria il siluro viene rilasciato dal vettore e paracadutato in mare.

## Storia
La progettazione e lo sviluppo dell'arma iniziò nel 1983, quando la società Goodyear Aerospace ricevette l'incarico da parte della Marina degli Stati Uniti di sviluppare un missile navale antisommergibile compatibile con il nuovo sistema di lancio verticale Mark 41. A causa di molteplici ritardi, il sistema venne rilasciato e impiegato sulle navi solamente nel 1993. Nel 1986 la  Goodyear Aerospace venne acquisita dalla società Loral, che a sua volta venne acquistata dalla società Lockheed Martin nel 1995.

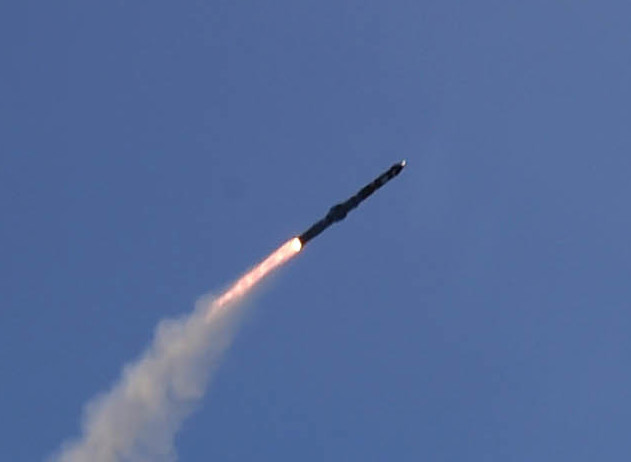
Il missile RUM-139 VL-ASROC in volo.

La prima arma prodotta era costituita da un razzo RUR-5 ASROC (con booster a propellente solido e sistema di guida digitale) che trasportava un siluro leggero Mark 46. A partire dal 1996 il razzo venne rimpiazzato dal nuovo missile RUM-139A e successivamente dal RUM-139B. Dall'ottobre del 2004, il vettore è stato sostituito dal RUM-139C e il siluro leggero Mark 46 dal Mark 54.